# Cephalopholis oligosticta
Cephalopholis oligosticta là một loài cá biển thuộc chi Cephalopholis trong họ Cá mú. Loài này được mô tả lần đầu tiên vào năm 1983.

## Từ nguyên
Từ định danh được ghép bởi hai âm tiết trong tiếng Hy Lạp cổ đại: olígos (ὀλίγος; "một vài") và stiktós (στικτός; "vệt đốm"), hàm ý đề cập đến việc loài này có ít các đốm xanh trên cơ thể hơn cá mú son (C. miniata).

## Phạm vi phân bố và môi trường sống
C. oligosticta được phân bố trải dài từ Biển Đỏ đến vịnh Aden. C. oligosticta sống ở khu vực có nền đáy bùn ở độ sâu khoảng từ 15 đến ít nhất là 50 m; cá lớn thường được tìm thấy gần các hang hốc, còn cá con thì tập trung trên nền san hô vụn.

## Mô tả
Chiều dài cơ thể lớn nhất được ghi nhận ở C. oligosticta là 30 cm. Loài này có màu đỏ tươi hoặc nâu đỏ, phủ đầy (nhưng thưa) các chấm màu xanh lam khắp cơ thể và các vây. Vây đuôi, vây lưng và vây hậu môn có viền xanh óng ở rìa.
Số gai ở vây lưng: 9; Số tia vây ở vây lưng: 14–15; Số gai ở vây hậu môn: 3; Số tia vây ở vây hậu môn: 9.

## Lai tạp
Trong hai lần vào năm 2014 và 2020, người ta nhìn thấy những con cá mú có kiểu hình bất thường ở Djibouti. Qua quan sát thực địa, những con cá mú kể trên có kiểu hình tương đồng với cá mú vân sóng C. formosa, tuy nhiên lại mang thêm một số đặc điểm của C. oligosticta (như vây đuôi và vây lưng có thêm đốm xanh, vệt sọc xanh trên mõm ngay trước mắt).
Cá mú vân sóng chưa từng được ghi nhận ở khu vực Biển Đỏ trước đó, nên có hai giả thuyết được đặt ra: cá mú vân sóng thực sự có mặt ở Biển Đỏ nhưng hiếm thấy, đã tạp giao với C. oligosticta (loài đặc hữu của Biển Đỏ), hoặc cả hai loài này đã lang thang đến một vị trí nào đó trong biển Ả Rập và tạp giao với nhau, cá bột sau đó theo hải lưu mà trôi dạt đến Djibouti.

## Thương mại
Do kích thước nhỏ mà C. oligosticta chủ yếu được đánh bắt trong ngành ngư nghiệp quy mô nhỏ, và có thể là một loài cá cảnh mới.